# 马克市镇
马克市镇（瑞典語：Marks kommun）是瑞典西部西约塔兰省的一个市镇。其治所位于欣纳。